# Machachi

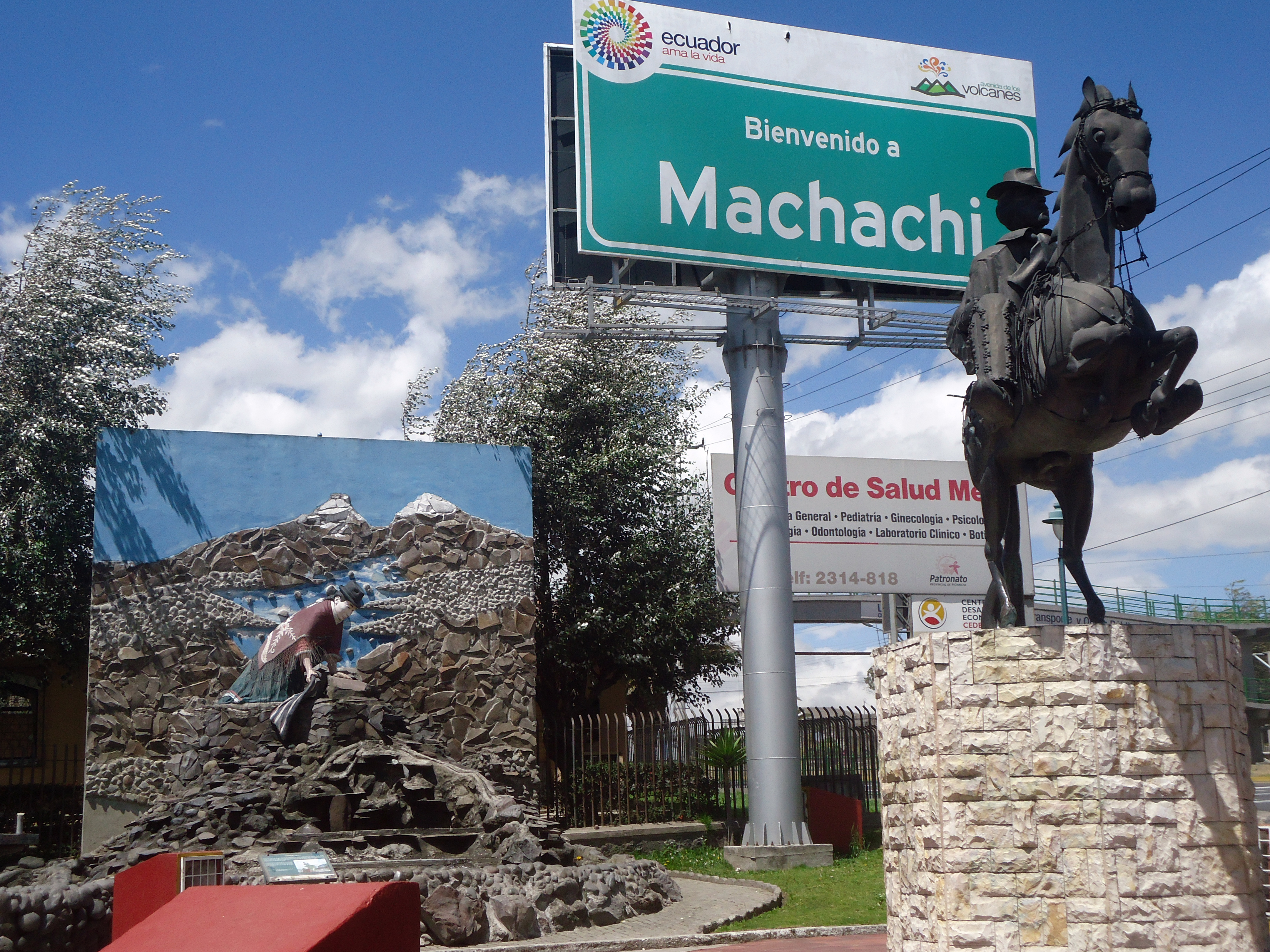
Placa de boas-vindas a Machachi

Machachi é uma cidade equatoriana com 25.742 habitantes localizada na região da "Sierra", região central, onde os Andes atravessam o país de norte a sul. A cidade é a capital do cantão de Mejía, que fica no sul de Pichincha (província).
Machachi está localizada cerca de 37 quilometros ao sul da capital do Equador, Quito. É uma cidade de muitas belezas naturais, parques ecológicos, lagos e vulcões; como o Cotopaxi, que com 5,897 metros de altitude é o vulcão em atividade mais alto do mundo. No total, o vale possui oito vulcões, esse fato é o motivo para Alexander von Humboldt batizá-la como "Avenida dos Vulcões".
Com altitude de 2.886 metros, o clima em Machachi é semelhante ao de Quito, oscilando entre 19 ºC e 10 ºC; estas são médias para todo o ano. Sendo junho, julho e agosto os meses de seca.